# Jauratus
Jauratus är en kulle i Finland.   Den ligger i den ekonomiska regionen  Östra Lapplands ekonomiska region  och landskapet Lappland, i den norra delen av landet, 800 km norr om huvudstaden Helsingfors. Toppen på Jauratus är 470 meter över havet, eller 172 meter över den omgivande terrängen. Bredden vid basen är 10,5 km. Jauratus ingår i Keppervaarat.
Terrängen runt Jauratus är platt norrut, men söderut är den kuperad. Trakten runt Jauratus är nära nog obefolkad, med mindre än två invånare per kvadratkilometer. Det finns inga samhällen i närheten. 